# (1790) Volkov
(1790) Volkov – planetoida z grupy pasa głównego planetoid okrążająca Słońce w ciągu 3 lat i 128 dni w średniej odległości 2,24 au Została odkryta 9 marca 1967 roku w Krymskim Obserwatorium Astrofizycznym w Naucznyj na Półwyspie Krymskim przez Ludmiłę Czernych. Nazwa planetoidy pochodzi od Władisława Wołkowa (1935-1971), radzieckiego kosmonauty. Przed jej nadaniem planetoida nosiła oznaczenie tymczasowe (1790) 1967 ER.